# Takehiro Otani
Takehiro Otani (大谷 武大 Otani Takehiro?), född 6 december 1980 i Ibaraki prefektur, är en japansk före detta fotbollsspelare.
Otani började sin karriär 1999 i Mito HollyHock. Efter Mito HollyHock spelade han för Joso Identy och FC Horikoshi. Han avslutade karriären 2014.